# لشکر ۲۳ خاتم‌الانبیا
لشکر ۲۳ خاتم‌الانبیا از لشکرهای پیاده نیروی زمینی سپاه پاسداران انقلاب اسلامی است، که ستاد فرماندهی و پادگان آن در شهر ری، استان تهران مستقر می‌باشد. پیشینه شکل‌گیری این یگان به سال ۱۳۶۰ و در پادگان توحید، در خلال جنگ ایران و عراق بازمی‌گردد. هم‌اکنون سرتیپ‌دوم پاسدار ماشاالله آرمند فرماندهی لشکر ۲۳ خاتم‌الانبیا را برعهده دارد.